# Сан Салваторе (Фођа)
Сан Салваторе (итал. San Salvatore) је насеље у Италији у округу Фођа, региону Апулија.
Према процени из 2011. у насељу је живело 204 становника. Насеље се налази на надморској висини од 534 м.